# Padok

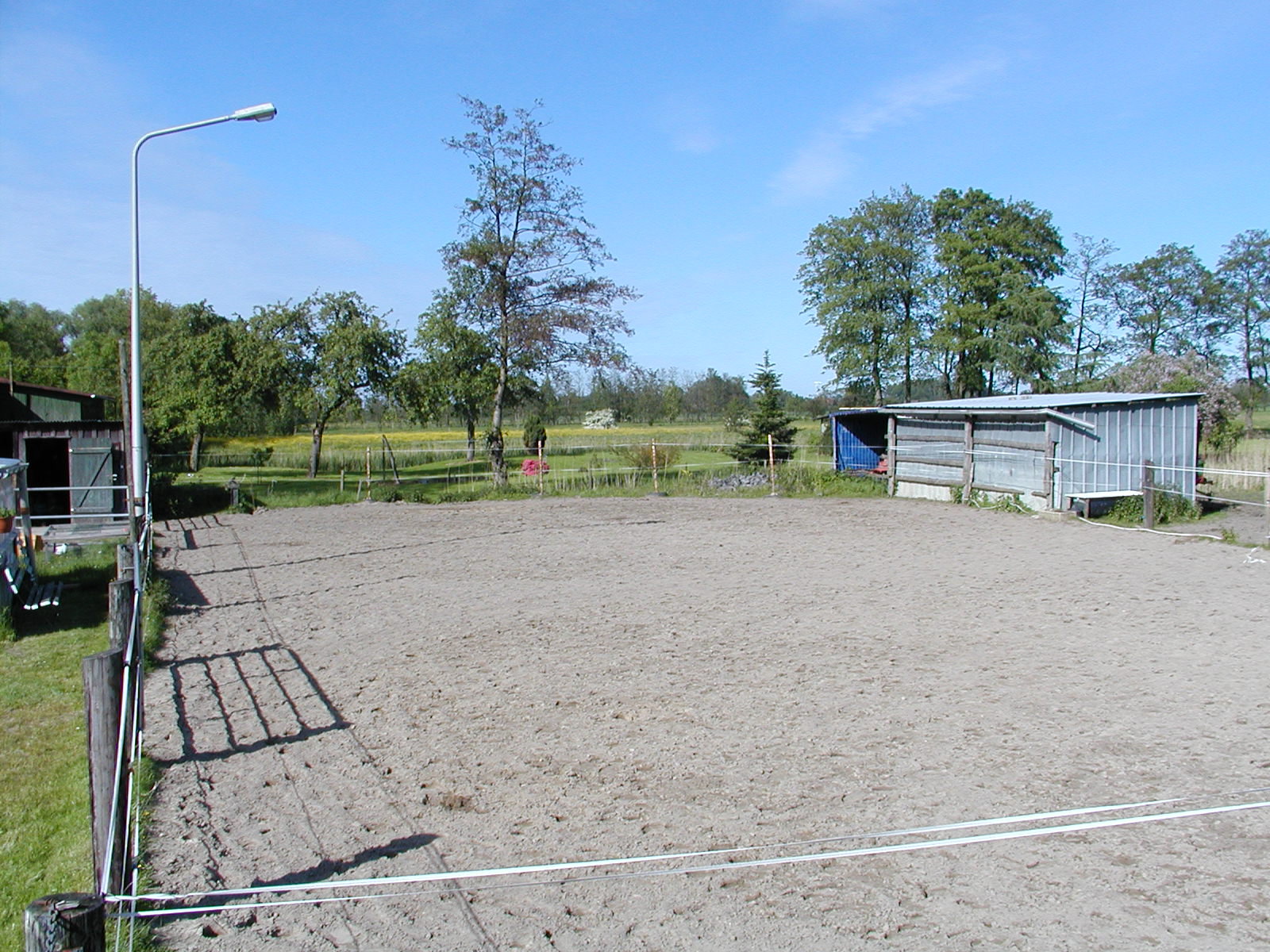
Padok piaszczysty

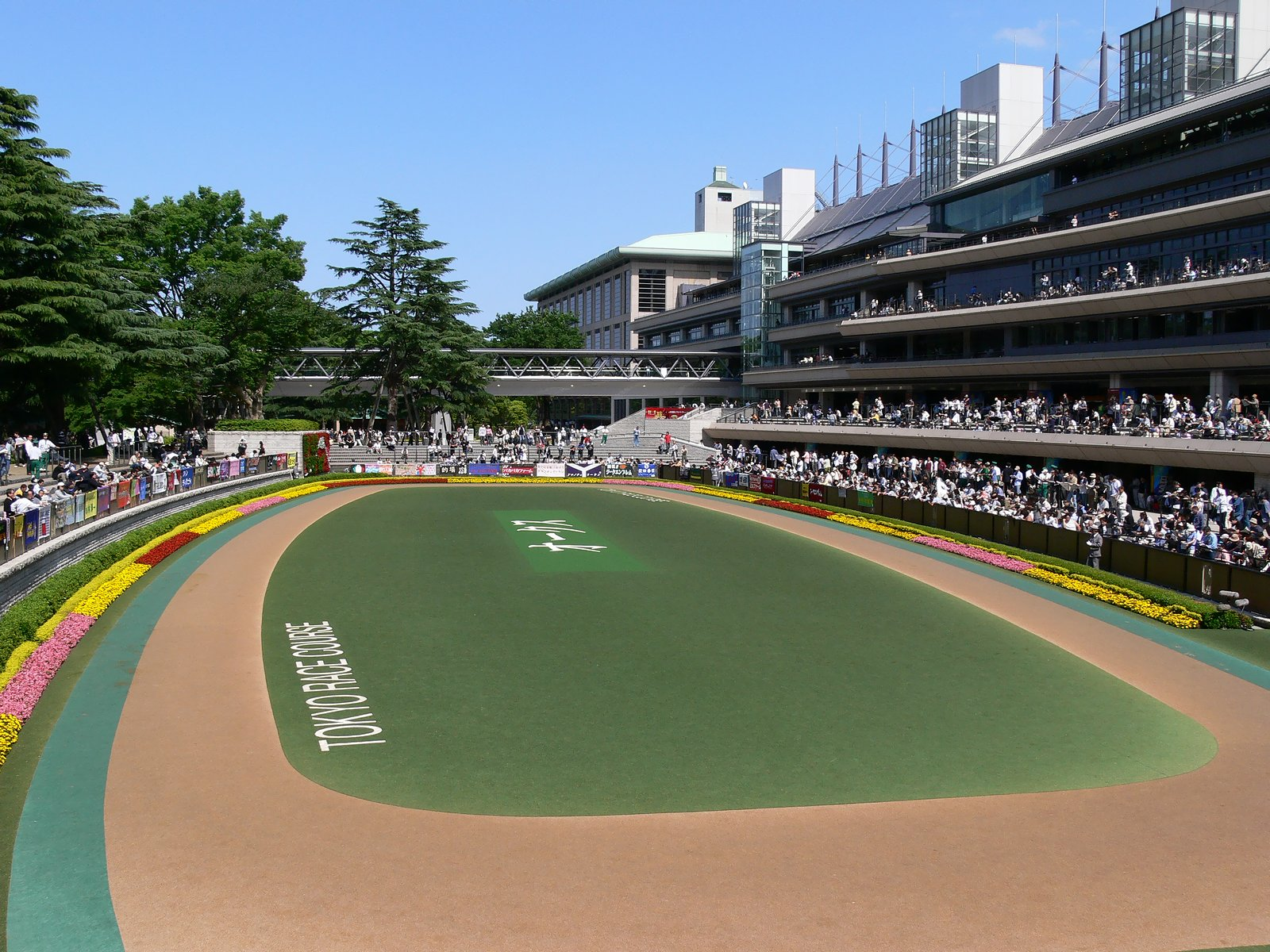
Padok obok Toru Wyścigów Konnych Tokyo w mieście
Fuchū, Tokio, Japonia

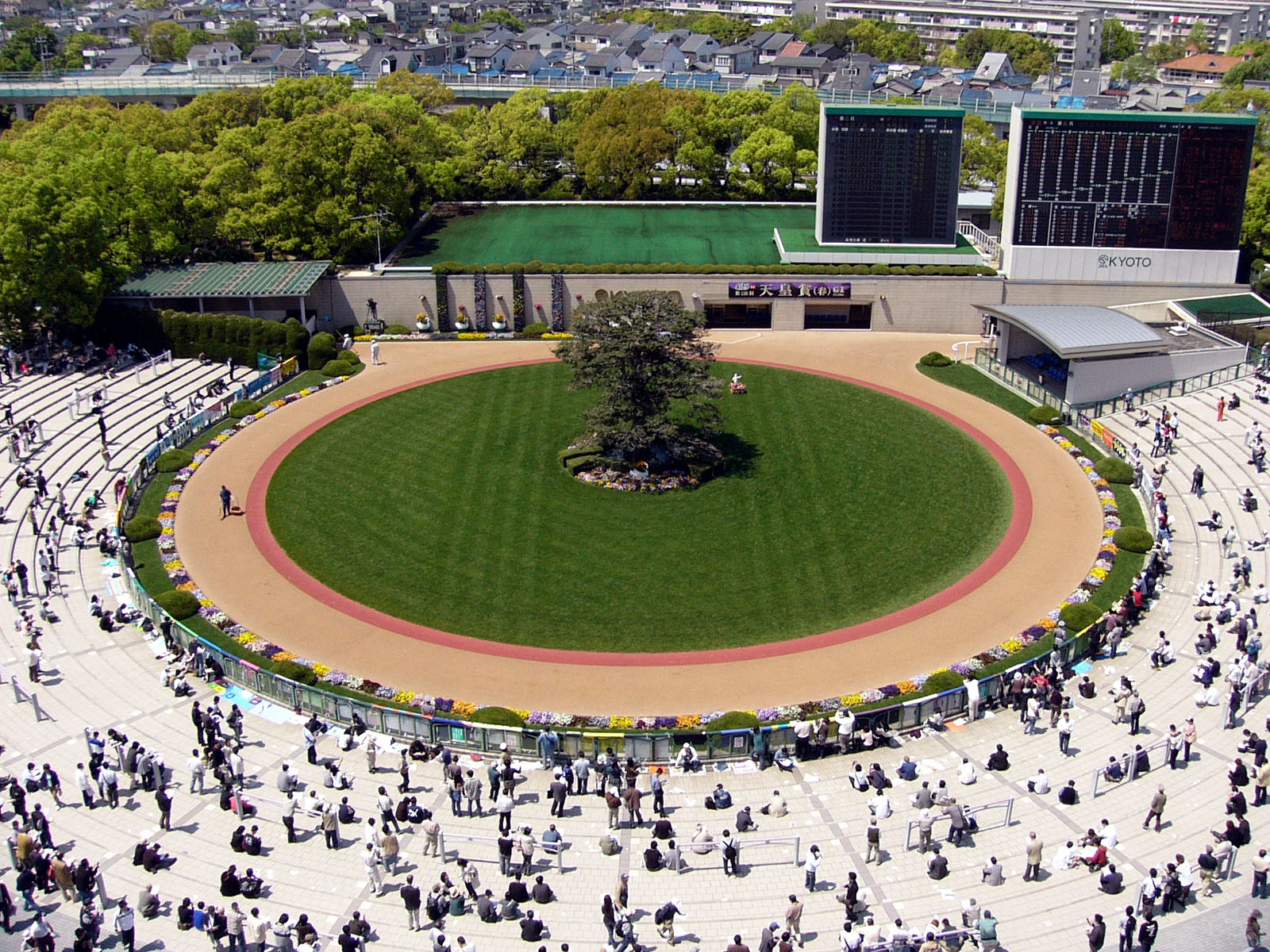
Padok obok Toru Wyścigów Konnych, Kioto, Japonia

Padok (ang. Paddock) – ogrodzony, piaszczysty albo trawiasty plac przeznaczony do wychowu młodych koni oraz do ich rekonwalescencji po przebytych chorobach i urazach. Padoki przy hipodromach i torach wyścigów konnych służą dżokejom do ostatecznego przygotowania się do zawodów przed wyjściem na tor, dosiadania konia i autoprezentacji publiczności, graczom i bukmacherom.
W Anglii mianem padoku przyjęło się określać również boisko do gry w rugby.
W sporcie motorowym mianem padoku określa się zaplecze toru wyścigowego, znajdujące się najczęściej na tyłach garaży (pit-stopów). Padok odgrywa ważną rolę zwłaszcza w najważniejszej serii wyścigowej świata – Formule 1. Pełni on funkcję logistyczną – zespoły wypakowują tam cały swój sprzęt, budują zaplecze na zawody Grand Prix, a charakterystycznym obrazkiem z padoku jest rząd kolorowych ciężarówek i ogromne motorhome'y.
Ponadto jest to miejsce, w którym z kierowcami mogą spotkać się dziennikarze i zaproszeni goście (przede wszystkim ludzie show-biznesu), dostęp zwykłych kibiców jest jednak niemożliwy lub bardzo utrudniony. Padok jest dla wszystkich związanych z Formułą 1 przede wszystkim miejscem spotkań i spędzania wolnego czasu. To tam kierowcy, inżynierowie i dziennikarze z całego świata spędzają ze sobą czas, wymieniając się uwagami, komentarzami i plotkami, nie tylko o wyścigach. O ile wyścig Formuły 1 trwa tylko niecałe dwie godziny w niedzielne popołudnie, to padok tętni życiem już od czwartkowego popołudnia, aż do niedzielnego wieczoru.